# Arbonne
Arbonne è un comune francese di 2 027 abitanti situato nel dipartimento dei Pirenei Atlantici nella regione della Nuova Aquitania.
Il comune rientra tra quelli previsti nel disciplinare di produzione del formaggio Ossau-Iraty.

## Società

### Evoluzione demografica
Abitanti censiti